# Október 14.
Október 14. az év 287. (szökőévben 288.) napja a Gergely-naptár szerint. Az évből még 78 nap van hátra.
Névnapok: Helén, Lívia +  Alán, Alen, Beatrix, Bocsárd, Buzád, Buzát, Celesztina, Dominik, Domokos, Domonkos, Domos, Hella, Ilma, Krizanta, Liviána, Livianna, Trixi

## Események
- 1066 – Hódító Vilmos herceg győz a hastingsi csatában, Anglia normann meghódítása során.
- 1235 – Róbert esztergomi érsek Székesfehérvárott magyar királlyá koronázza Béla királyfit, IV. Béla néven.
- 1479 – Kasztília és León trónörökösnője, Izabella infánsnő házasságot köt Ferdinánddal, Aragónia trónörökösével. Ők lesznek a későbbi „Katolikus Királyok”, a Reconquista kiteljesítői.
- 1529 – I. Szulejmán oszmán szultán felhagy Bécs ostromával, miután a Salm Miklós által hősiesen védelmezett várost nem tudta elfoglalni, és 40 000 emberét is elveszítette.
- 1763 – Eszterházy Károly megalapítja az egri líceumot.
- 1806 – A Napóleon császár vezette francia csapatok a jéna–auerstädti csatában megsemmisítő vereséget mértek a porosz–szász seregre.
- 1809 – Ferenc osztrák császár Tatán aláírja a ötödik koalíciós háborút lezáró schönbrunni békeszerződést.
- 1883 – Megnyílik Szeged első állandó színháza.
- 1889 – Szily Kálmán személyében először választ természettudóst főtitkárává a Magyar Tudományos Akadémia.
- 1906 – Megnyílik Budapesten a Társadalomtudományok Szabadiskolája.
- 1911 – Budapesten bejegyzik az első magyar filmvállalatot, a Hunnia Filmgyárat.
- 1912 – Theodore Roosevelt amerikai elnök ellen merényletet követnek el a wisconsini Milwaukeeban, kampánya közben. Beszédét lőtt sebével is megtartja.
- 1914 – Átadják a csepeli szikratávíró állomást.
- 1915 – Bulgária hadat üzen Szerbiának, ezáltal csatlakozik a központi hatalmakhoz.
- 1917 – Megnyílik a Ma című folyóirat első kiállítása,  Mattis Teutsch János képeinek gyűjteményével.
- 1918 – Genfben T. G. Masaryk elnöklete alatt megalakul a cseh emigráns kormány.
- 1918 – Lemond Wekerle Sándor miniszterelnök kormánya.
- 1919 – Gyülekezési tilalmat rendelnek el Budapesten.
- 1923 – Az 1912-ben Pozsonyban alapított és ott működő Magyar Királyi Erzsébet Tudományegyetem Magyarországra, Pécsre költözik. 1923. október 14-én nyitja meg Klebelsberg Kuno kultuszminiszter, egykori pozsonyi prorektor.
- 1926 – Lemond Bethlen István miniszterelnök kormánya.
- 1926 – megjelent Alan Alexander Milne regényének a Micimackónak az első kiadása.
- 1933 – Adolf Hitler bejelenti, hogy a Német Birodalom kilép a Népszövetségből.
- 1938 – Darányi Kálmán miniszterelnök Berlinben Horthy kormányzó megbízásából tárgyal Adolf Hitler birodalmi kancellárral, Wilhelm Keitel tábornok, a fegyveres erők főparancsnoka és Erdmannsdorff budapesti német követ jelenlétében. Darányi Hitler hozzájárulását kéri Magyarország Csehszlovákia elleni katonai támadásának megindításához; felajánlja az antikomintern paktumhoz való csatlakozást, Magyarország kilépését a Népszövetségből, és tíz évre szóló gazdasági szerződést a Német Birodalommal. Hitler nem járul hozzá e katonai akcióhoz.
- 1939 – A Scapa Flow öbölben az U-47 jelzésű német tengeralattjáró elsüllyeszti a Royal Oak brit csatahajót. Ez a németek első sikere a Nagy-Britannia elleni tengeri háborúban.
- 1944 – Horthy kormányzó utasítására szabadon bocsátják a politikai foglyokat, köztük Bajcsy-Zsilinszky Endre képviselőt.
- 1944 – A brit és amerikai légierő pusztító légitámadásokat intéz Érsekújvár és Komárom vasúti pályaudvarai ellen.
- 1947 – Chuck Yeager amerikai berepülőpilóta először lépi át a hangsebességet X–1 kísérleti repülőgépével.
- 1962 – Egy amerikai felderítő repülőgép felfedezi a szovjet atomrakéták telepítését Kubában. Kialakul a kubai rakétaválság.
- 1964 – Martin Luther King Nobel-békedíjat kap.
- 1964 – Leonyid Iljics Brezsnyev lesz az SZKP főtitkára, miután megbuktatta elődjét, Nyikita Hruscsovot.
- 1969 – A Szovjetunióban fellőtték az Interkozmosz–1-et, a szocialista országok által alakított Interkozmosz program első műholdját.
- 1972 – Az NSZK és Kína felveszik a diplomáciai kapcsolatokat.
- 1981 – Hoszni Mubárak egyiptomi alelnököt elnökké választják, egy héttel az Anvar Szadat életét kioltó merénylet után.
- 1983 – A szovjet Venyera–16 űrszonda megkezdi a Vénusz felszínének radartérképezését.
- 1986 – Elie Wiesel Nobel-békedíjat kap.
- 1999 – Hivatalba lép George Robertson (Egyesült Királyság), a NATO főtitkára (2004. január 1-jéig).
- 2002 – Az IRA politikai kémkedési botránya nyomán a protestánsok elvetik a közös kormányzást a szervezet politikai szárnyával, a Sinn Féinnel, ezért London ismét visszaveszi az ellenőrzést Észak-Írország fölött.
- 2007 – Hatan meghalnak és többen megsebesülnek, mikor az indiai Pandzsáb szövetségi állam Ludhijána városának egyik mozijában pokolgép robban.

## Sportesemények
Formula–1
- 2001 –  japán nagydíj, Suzuka - Győztes: Michael Schumacher  (Ferrari)
- 2012 –  koreai nagydíj, Yeongam - Győztes: Sebastian Vettel  (Red Bull)

Torna
- 2011 – A japán Ucsimura Kohej nyeri a férfi egyéni összetettet a tokiói torna-világbajnokságon, ezzel ő az első férfi tornász, akinek ebben a számban sikerült egymást követő három vb-n aranyérmet szereznie. (A német Philipp Boy lett a második, a szintén japán Jamamuro Kodzsi pedig a harmadik.)[1]

Labdarúgás
- 2023 –  Magyarország–Szerbia, 2024-es Európa-bajnoki selejtező mérkőzés (983. hivatalos mérkőzés), Budapest, Puskás Aréna

## Születések
- 1542 – I. Akbar mogul sah az észak-indiai Mogul Birodalom uralkodója († 1605)
- 1783 – Palóczy László liberális reformpolitikus, Borsod vármegye országgyűlési követe († 1861)
- 1827 – Gróf Zichy Mihály magyar festőművész, grafikus († 1906)
- 1846 – Schickedanz Albert műépítész, festő, az eklektikus építészet jeles képviselője, a Millenniumi emlékmű, a Műcsarnok és a Szépművészeti Múzeum tervezője († 1915).
- 1877 – Mihailich Győző magyar építőmérnök, egyetemi tanár, az MTA tagja, Kossuth-díjas († 1966)
- 1888 – Bánáss László veszprémi püspök († 1949)
- 1888 – Katherine Mansfield új-zélandi születésű angol írónő († 1923)
- 1890 – Dwight David Eisenhower tábornok, az Amerikai Egyesült Államok 34. elnöke, hivatalban 1953–1961-ig († 1969)
- 1893 – Lillian Gish a némafilm egyik híres színésznője († 1993)
- 1894 – E. E. Cummings amerikai költő († 1962)
- 1899 – Polgár Béla magyar földbirtokos, országgyűlési képviselő († 1963)
- 1900 – Esterházy János magyar huszárhadnagy, földbirtokos, felsőházi tag († 1967)
- 1906 – Hannah Arendt német zsidó származású újságírónő, német írónő, filozófus, politológus († 1975)
- 1911 – Le Duc Tho Nobel-békedíjas vietnámi politikus († 1990)
- 1913 – Ferencz Károly olimpiai bronzérmes birkózó († 1984)
- 1914 – Ács József magyar festőművész, műkritikus († 1990)
- 1917 – Babus Jolán tanár, néprajzkutató († 1967)
- 1924 – Bródy Vera Jászai Mari-díjas magyar báb- és díszlettervező († 2021)
- 1925 – Kispéter András irodalomtörténész, kritikus († 2009)
- 1926 – Ébert Tibor szlovákiai magyar író, költő, kritikus, esztéta, zeneművész († 2015)
- 1927 – Roger Moore angol színész († 2017)
- 1928 – Angyal István munkás, építésvezető, az 1956-os forradalom mártírja († 1958)
- 1929 – Galambos Lajos magyar író, dramaturg († 1986)
- 1929 – Nyerges Ferenc magyar színész
- 1933 – Végh Antal magyar író, szociográfus († 2000)
- 1940 – Cliff Richard (eredeti nevén Harry Webb) brit énekes
- 1941 – Karl Oppitzhauser osztrák autóversenyző
- 1942 – Nádas Péter Kossuth-díjas magyar író, drámaíró, esszéista
- 1944 – Udo Kier (sz. Udo Kierspe) német színész
- 1945 – Ablonczy László József Attila-díjas magyar újságíró, irodalomkritikus, színházi kritikus, színházigazgató
- 1946 – Justin Hayward a Moody Blues zenekar énekese
- 1947 – Rikky Von Opel (Frederick von Opel) liechtenstein-i autóversenyző
- 1948 – Marcia Barrett énekesnő, a Boney M. együttes tagja
- 1950 – Zelnik István gyűjtő, múzeumalapító
- 1952 – Csoma Judit Jászai Mari-díjas magyar színésznő
- 1954 – Baász Szigeti Pálma képzőművész
- 1958 – Mihályi Gábor Kossuth- és Harangozó Gyula-díjas magyar táncművész, koreográfus, érdemes- és kiváló művész, a Halhatatlanok társulatának örökös tagja
- 1959 – Henn László András magyar festőművész, grafikus
- 1963 – Németh Zsolt közgazdász, országgyűlési képviselő, a Fidesz volt frakcióvezető-helyettese
- 1963 – Pajor Tamás magyar énekes, dalszerző, költő, prédikátor
- 1965 – Karyn White amerikai popénekesnő, Grammy-díjas
- 1969 – Péterfy Bori (sz. Péterfy Borbála) magyar énekesnő, színésznő
- 1971 – Jyrki Katainen finn politikus
- 1978 – Usher (sz. Usher Terry Raymond IV) amerikai énekes
- 1978 – Kalmár Tibor magyar újságíró, író
- 1980 – Cansu Dere török színésznő
- 1983 – Murat Szujumagambetov kazak labdarúgó
- 1985 – Daniel Clark amerikai színész
- 1986 – Gercsák Balázs magyar úszó
- 1991 – Hunyadi Máté magyar színész
- 1993 – Verebes Judit magyar színésznő
- 2000 – Zsóri Dániel magyar labdarúgó

## Halálozások
- 1243 – Sziléziai Hedvig Szilézia védőszentje (* 1174)
- 1925 – Stetka Gyula magyar festőművész (* 1855)
- 1944 – Erwin Rommel német tábornagy, a „sivatagi róka” (* 1891)
- 1953 – Szőkefalvi Nagy Gyula matematikus, egyetemi tanár (* 1887)
- 1959 – Errol Flynn ausztrál színész (* 1909)
- 1967 – Marcel Aymé francia író, drámaíró, novellista (* 1902)
- 1976 – Borbás Gáspár magyar válogatott labdarúgó (* 1884)
- 1977 – Bing Crosby amerikai énekes, színész (* 1903)
- 1981 – Huszárik Zoltán Kossuth-díjas magyar filmrendező, grafikusművész, érdemes művész (* 1931)
- 1983 – Ranódy László Kossuth-díjas magyar filmrendező (* 1919)
- 1985 – Emil Gilelsz ukrán zongoraművész (* 1916)
- 1986 – Zdenek Pöhl cseh autóversenyző (* 1907)
- 1989 – Thury Zsuzsa magyar író,újságíró (* 1901)
- 1990 – Leonard Bernstein amerikai zeneszerző, karmester (* 1918)
- 1999 – Julius Nyerere tanzániai marxista politikus, államférfi, író (* 1922)
- 2010 – Benoît Mandelbrot lengyel származású francia-amerikai matematikus (* 1924)
- 2012 – Joó László magyar színész, rendező, színházigazgató, dramaturg, lektor (* 1918)
- 2022 – Robbie Coltrane brit színész (* 1950)
- 2024 – Gyürki István magyar színész (* 1947)
- 2024 – Philip Zimbardo olasz származású amerikai pszichológus, szociológus, író, kutató, egyetemi tanár. Kutatási területe elsősorban az emberi agresszió. (* 1933)

## Nemzeti ünnepek, emléknapok, világnapok
- Szabványosítási világnap (1946 óta)
- Jemen: októberi forradalom

## Egyéb érdekességek
- Erich Kästner német író A két Lotti című ifjúsági regényében ez a nap a két címszereplő ikertestvér, Luise Palffy és Lotte Körner születésnapja.